# اندیس آنومالی امامقلی کندی
آنومالی امامقلی کندی یک اندیس فلزی است که در حوالی شهر ماکو استان آذربایجان غربی قرار دارد و مادهٔ معدنی موجود در آن، طلا است.سنگ میزبان این اندیس آهک، کنگلومرا، ماسه سنگ، مارن سبز است  در این اندیس، پاراژنز‌های آپاتیت، زیرکن، روتیل، اسفن، ایلمنیت، باریت یافت می‌شوند.